# Coccobius granati
Coccobius granati är en stekelart som beskrevs av Yasnosh och Mustafaeva 1992. Coccobius granati ingår i släktet Coccobius och familjen växtlussteklar.
Artens utbredningsområde är Azerbajdzjan. Inga underarter finns listade i Catalogue of Life.